# Jökulsá (Breiðamerkursandur)
Die Jökulsá ist ein nur etwa 500 m langer Fluss in Südost-Island. Es ist der Abfluss aus dem Gletschersee Jökulsárlón.
Die Jökulsá á Breiðamerkursandi wird von der Ringstraße auf einer 108 m langen Brücke überquert, die von 1966 bis 1967 errichtet wurde. Diese löste eine Fähre ab, die es dort seit 1932 gab. Auf dem Fluss treiben oft Eisberge aus der Gletscherlagune an den Strand des Breiðamerkursandurs. Um den Abfluss zu großer Eisberge zu verhindern und so auch die Fundamente der Brücke zu sichern, sind Dämme in den Fluss geschüttet worden, diese wurden im Juni 2017 wieder verstärkt. 